# Frierson
Frierson es un lugar designado por el censo ubicado en la parroquia de De Soto en el estado estadounidense de Luisiana. En el Censo de 2010 tenía una población de 143 habitantes y una densidad poblacional de 98,59 personas por km².

## Geografía
Frierson se encuentra ubicado en las coordenadas 32°14′49″N 93°41′13″O / 32.24694, -93.68694. Según la Oficina del Censo de los Estados Unidos, Frierson tiene una superficie total de 1.45 km², de la cual 1.43 km² corresponden a tierra firme y (1.43%) 0.02 km² es agua.

## Demografía
Según el censo de 2010, había 143 personas residiendo en Frierson. La densidad de población era de 98,59 hab./km². De los 143 habitantes, Frierson estaba compuesto por el 34.27% blancos, el 62.94% eran afroamericanos, el 1.4% eran amerindios, el 0% eran asiáticos, el 0% eran isleños del Pacífico, el 0% eran de otras razas y el 1.4% pertenecían a dos o más razas. Del total de la población el 2.1% eran hispanos o latinos de cualquier raza.